# Naruskajoki
Der Naruskajoki ist ein Fluss in der Gemeinde Salla im Osten der finnischen Landschaft Lappland nahe der russischen Grenze.
Der Fluss hat seinen Ursprung im See Naruskajärvi, der auch vom Quellfluss Ylä-Naruskajoki gespeist wird. Der Naruskajoki fließt in überwiegend südlicher Richtung parallel zur russischen Grenze und mündet nach 47 km in den von Osten kommenden Tenniöjoki, welcher weiter zum Kemijoki fließt. Das Einzugsgebiet umfasst 760 km², der mittlere Abfluss liegt bei 7,6 m³/s.